# Bart Appeltans
Bart Appeltans (1981) is een Vlaamse interieurarchitect die onder het publiek vooral bekend werd als interieurarchitect in het Play4-programma Blind Gekocht.

## Biografie
Bart Appeltans groeide op in Herk-de-Stad. Hij studeerde aan de architectuurfaculteit van de Hogeschool PXL in Diepenbeek waar hij in 2004 afstudeerde als interieurarchitect. Hij volgde nadien een jaar een opleiding meubelontwerp in Mechelen. Na zijn studies werkte hij bij een architectenbureau in Hasselt.
Appeltans richtte in 2008 mee het interieur- en architectenbureau SFAR op. Hier werkte hij voltijds tot hij vanaf 2019 zijn job combineert met het maken televisieprogramma's. 
In 2019 werd hij binnenhuisarchitect in het programma Blind Gekocht op Play4 dat toen gepresenteerd werd door Dina Tersago. Vijf seizoenen lang was Appeltans te zien in het programma tot hij in 2023 overstapte naar VTM. Dat jaar was hij te zien als panellid in Make Up Your Mind, verrader in De Verraders en jurylid in Huis Gemaakt. In 2024 was hij te zien als oud-kandidaat in De Verraders: De Ronde Tafel. In het najaar van 2024 presenteert hij, samen met Laura Tesoro, ontwerpt en richt hij kamers in voor het VTM-programma Dag & Bedankt. Zijn televisiewerk neemt steeds meer tijd in beslag, maar hij blijft betrokken bij het creatieve proces bij SFAR.
Appeltans schreef meerdere interieurboeken, maakte een online cursus interieurontwerp en schrijft sinds 2020 een column in De Zondag.

## Televisie
- Dancing with the stars (2025) - als kandidaat
- Dag & Bedankt (2024) - als presentator samen met Laura Tesoro
- De Verraders: De Ronde Tafel (2024) - als oud-kandidaat
- De Slimste Mens ter Wereld (2024) - als zichzelf
- Code Van Coppens (2024) - als kandidaat samen met Véronique De Kock
- De Verraders: De Ronde Tafel (2023) - als kandidaat
- Huis Gemaakt (2023, 2025) - als jurylid
- The Big Bang (2023) - als zichzelf samen met Dina Tersago
- De Verraders (2023) - als verrader[4]
- Make Up Your Mind (2023) - als panellid samen met Natalia
- Blind Gekocht (2019-2023)[5]

## Trivia
- Appeltans schreef een boek, Tijdloos genaamd, over hoe het ideale interieur eruitziet.

- Nederlandse Thesaurus van Auteursnamen: 426508572
- Virtual International Authority File: 29159335306812961097
- WorldCat: E39PCjvcB4FbvKRFFRyFjYMbbb